# Lawrence Marrero

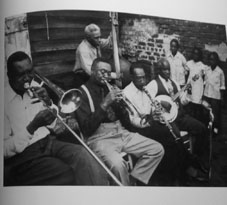
Lawrence (vijfde van links) met de band van George Lewis (vierde van links) in 1950 (foto: Stanley Kubrick)

Lawrence (Laurence) Marrero (New Orleans, 24 oktober 1900 - aldaar, 5 juni 1959) was een Amerikaanse banjospeler in de New Orleans-jazz. Hij speelde veel met klarinettist George Lewis.
Marrero groeide op in een muzikale familie, zijn vader speelde de bas en was leider van het Superior Orchestra, en ook zijn broers bespeelden een instrument. Een neef was de drummer Cie Frazier.
Eind jaren tien speelde hij banjo in de brass band van Wooden Joe Nicholas en hij speelde als freelancer met onder meer Lee Collins, Kid Rena en Peter Bocage. In de jaren twintig leidde hij een eigen groep waarin hij bass drum speelde en was hij actief in het orkest van John Robichaux. Eind jaren dertig ontmoette hij George Lewis, met wie hij tot enkele jaren voor zijn dood regelmatig zou samenwerken, met als resultaat veel plaatopnames. In 1942 speelde Marrero mee op de opnames van Bunk Johnson, die de New Orleans-jazz-revival zou inluiden. Met Johnson speelde hij geregeld samen zowel op tenor banjo als op bas drum, tot 1946. Eind 1955 dwong een slechte gezondheid Marrero de muziek te verlaten. 